# Богданович, Виктор Митрофанович
Виктор Митрофанович Богданович - советский хозяйственный, государственный и политический деятель.

## Биография
Родился в 1911 году. Член ВКП(б) с 1943 года.
С 1928 года - на хозяйственной, общественной и политической работе. В 1928-1971 гг. — рабочий совхоза, в Рабоче-Крестьянской Красной Армии, бригадир тракторной бригады МТС, участник Великой Отечественной войны, бригадир тракторной бригады Рудобельской машинно-тракторной станции, затем колхоза в Глусском районе Могилёвской области.
Избирался депутатом Совета Национальностей Верховного Совета СССР 3-го, 4-го и 5-го созывов от Слуцкого избирательного округа №54 Белорусской ССР.
Умер 4 марта 1993